# 正親町三条実仲
三条 実仲（さんじょう さねなか）は、鎌倉時代後期の公卿。権大納言・正親町三条公貫の子。官位は従二位・民部卿。九条とも号す。

## 出自と家系
二男とされているが、『公卿補任』では一男云々、という注記がある。正親町三条実躬は文永元年（1264年）の生まれであるから、実仲を公貫の長男とするのが正しいであろう。生母の出自の差により庶嫡が決められたと考えられる。
実仲が生を受けた家系は公氏以来閑院流三条家の庶流として続いてきたが、「正親町三条」の家名を厳密に適応させるとすれば光厳院の外戚となった公秀以降の三条家である。実仲の息男・公明が後醍醐天皇の側近となったため、実仲の系統は正親町三条家一門の三条家とみなすべきであろう。

## 経歴
以下、『公卿補任』と『尊卑分脈』の内容に従って記述する。
- 正嘉元年（1258年）2月2日、叙爵。
- 文永4年（1267年）12月19日、従五位上に昇叙。
- 文永5年（1268年）11月17日、侍従に任ぜられる。
- 文永8年（1271年）1月5日、正五位下に昇叙。
- 文永10年（1273年）12月20日、阿波権介を兼ねる。
- 建治2年（1276年）5月26日、左少将に任ぜられる。
- 建治3年（1277年）4月7日、従四位下に昇叙。
- 弘安4年（1281年）2月1日、左少将に還任。3月26日、播磨介を兼ねる。
- 弘安6年（1283年）1月5日、従四位上に昇叙。
- 弘安8年（1285年）1月5日、正四位下に昇叙。
- 弘安10年（1287年）12月10日、但馬権介を兼ねる。
- 正応元年（1288年）6月29日、左中将に任ぜられる。
- 正応3年（1290年）6月2日、右中将に転任。
- 嘉元元年（1303年）10月29日、従三位に叙される。
- 延慶2年（1309年）3月29日、正三位に昇叙。
- 正和元年（1312年）4月10日、従二位に昇叙。
- 元応2年（1320年）9月5日、民部卿に任ぜられるが10月22日には民部卿を止める。
- 元亨2年（1322年）3月6日、出家。法名は勝空。

嫡子の扱いを受けなかったことで実躬に比べると実仲は著しく不遇である。翻ってみれば、当時の正親町三条家は嫡子以外はこの程度の処遇しか受けられなかった、ということになる。公秀の息男である実継と実音が従一位に叙せられ内大臣や准大臣に昇ったのは光厳院の外戚となったからであり、公秀以降の家運の興隆がいかに著しかったかがわかる。

## 系譜
- 父：正親町三条公貫（1238-1315）
- 母：藤原経賢の娘
- 妻：吉田経俊娘
  - 男子：三条公明（1281-1336）
  - 男子：正親町三条公躬（正応3年(1290年) - 暦応5/興国3年4月11日（1342年5月16日）） - 正親町三条実躬の養子
- 生母不明の子女
  - 男子：三条実治（1292-1353） - 三条公明の養子